# Кристен Ашли
Кристен Ашли (на английски: Kristen Ashley) е плодовита американска писателка на произведения в жанра чиклит, романтичен трилър, романтично фентъзи и любовен роман.

## Биография и творчество
Кристен Ашли е родена на 8 април 1968 г. в Гери, Индиана, САЩ. Има брат и сестра. Когато е на 6 години майка ѝ се премества да живее в Браунсбург, Индиана, в малка ферма, където Кристен израства. От малка е запален читател.
Живяла е в Денвър, Колорадо, и западната част на Англия.
Първият ѝ роман „Rock Chick“ от едноименната серия е публикуван през 2008 г.
Кристен Ашли живее със семейството си в Мйбълвейл, окръг Пуласки.

## Произведения

### Самостоятелни романи
- Three Wishes (2011)
- Heaven and Hell (2011)
- Play It Safe (2012)

### Серия „Рок маце“ (Rock Chick)
1. Rock Chick (2008)
2. Rock Chick Rescue (2009)
3. Rock Chick Redemption (2010)
4. Rock Chick Renegade (2011)
5. Rock Chick Revenge (2011)
6. Rock Chick Reckoning (2011)
7. Rock Chick Regret (2011)
8. Rock Chick Revolution (2013)

### Серия „Крепост“ (Burg)
1. For You (2011)
2. At Peace (2011)
3. Golden Trail (2011)
4. Games of the Heart (2012)
5. The Promise (2014)
6. Hold On (2015)

### Серия „Колорадската планина“ (Colorado Mountain)
1. The Gamble (2011)
2. Sweet Dreams (2011)
3. Lady Luck (2011)
4. Breathe (2012)
5. Jagged (2013)
6. Kaleidoscope (2014)
7. Bounty (2016)

### Серия „Мъж мечта“ (Dream Man)
1. Mystery Man (2012)
2. Wild Man (2011)
3. Law Man (2012)
4. Motorcycle Man (2012)

### Серия „Земя на мечтите“ (Fantasyland)
1. Wildest Dreams (2011)
2. The Golden Dynasty (2011)
3. Fantastical (2013)
4. Broken Dove (2013)

### Серия „Паранормално – духове и прераждане“ (Paranormal – Ghosts and Reincarnation)
1. Penmort Castle (2011)
2. Sommersgate House (2011)
3. Lacybourne Manor (2011)
4. Fairytale Come Alive (2013)
5. Lucky Stars (2012)

### Серия „Незавършен герой“ (Unfinished Hero)
1. Knight (2012)
2. Creed (2012)
3. Raid (2013)
4. Deacon (2014)
5. Sebring (2016)

### Серия „Три серии“ (Three Series)
1. Until the Sun Falls from the Sky (2012)
2. With Everything I Am (2012)
3. Wild and Free (2014)

### Серия „Хаос“ (Chaos)
1. Own the Wind (2013)
2. Fire Inside (2013)
3. Ride Steady (2015)
4. Walk Through Fire (2015)

- Every Year (2013) в „A Christmas to Remember“

### Серия „Магдален“ (Magdalene)
1. The Will (2014)
Завещанието, ИК „Ибис“, София (2015), прев. Вера Паунова
2. Soaring (2015)